# 金敏智
金敏智（谚文: 김민지；1986年1月7日—），韩国女子短道速滑运动员。她是2003年世界短道速滑锦标赛全能季军。

## 职业生涯
2002年世界青年短道速滑锦标赛，金敏智获得全能王。
2003年世界短道速滑锦标赛，金敏智获得3000米金牌和1500米银牌，并获得全能季军。

## 资料来源
- 金敏智资料(英文)
- 金敏智-国际滑冰联盟（ISU）